# Clopidol
Clopidol es un compuesto orgánico que se usa en medicina veterinaria como coccidiostático. Es preparado industrialmente por un proceso de múltiples pasos a partir del ácido dehidroacético.